# Parafia Najświętszej Maryi Panny Nieustającej Pomocy w Dąbrówce Nagórnej
Parafia Najświętszej Maryi Panny Nieustającej Pomocy w Dąbrówce Nagórnej – parafia rzymskokatolicka mająca swą siedzibie we wsi Dąbrówka Nagórna koło Radomia (gmina Zakrzew). Należy do dekanatu Radom-Zachód.

## Historia
Powodem utworzenia parafii w Dąbrówce był fakt, że jest stąd daleko do Cerekwi, gdzie znajduje się kościół parafii macierzystej. Kościół pw. NMP. Nieustającej Pomocy, wg projektu arch. Zygmunta Koczonia, został zbudowany w 1983, poświęcił go bp. Edward Materski. Wzniesiony jest z cegły ceramicznej. Parafia w Dąbrówce Nagórnej została erygowana przez bp. Edwarda Materskiego 1 listopada 1988 z wydzielonego terenu parafii Cerekiew. Na proboszcza powołał ks. Andrzeja Pawlika. Był on organizatorem parafii, budowniczym plebanii. W 1985 rozpoczęto budowę kaplicy filialnej pw. św. Edyty Stein w Woli Taczowskiej.

## Proboszczowie
- 1983 - 1989 - ks. Andrzej Pawlik
- 1989 - 1993 - ks. Jan Kularski
- 1993 - 2002 - ks. Wiesław Zalas
- 2002 - 2016 - ks. Wiesław Zawada
- 2016 - 2018 - ks. Krzysztof Góralski
- od 2018 - ks. Maciej Kornata

## Zasięg parafii
Do parafii należą wierni z miejscowości: Dąbrówka Nagórna, Dąbrówka Podłężna, Kozinki, Legęzów, Taczów i Wola Taczowska. Wierni są zaangażowani w życie parafii. Działają ministranci i schola kościelna oraz 30 kółek Żywego Różańca.